# Allenwiller
Allenwiller is een plaats en voormalige gemeente in het Franse departement Bas-Rhin in de regio Grand Est. De plaats telde 541 inwoners op 1 januari 2018.

## Geschiedenis
De gemeente maakte voor 2015 deel uit van het kanton Marmoutier tot het op 22 maart 2015 werd opgeheven en de gemeenten werden opgenomen in het kanton Saverne.
Op 1 januari 2016 is de gemeente Allenwiller gefuseerd met Birkenwald, Salenthal en Singrist tot de huidige gemeente Sommerau, waarvan Allenwiller de hoofdplaats werd. Deze gemeente maakt deel uit van het arrondissement Saverne.

## Geografie
De oppervlakte van Allenwiller bedraagt 5,96 vierkante kilometer; Op 1 januari 2018 was de bevolkingsdichtheid 90,8 inwoners per km².
De onderstaande kaart toont de ligging van Allenwiller met de belangrijkste infrastructuur en aangrenzende gemeenten.

## Demografie
Onderstaande figuur toont het verloop van het inwonertal.
Allenwiller · Birkenwald · Salenthal · Singrist